# Cerambyx cerdo
Cerambyx cerdo é uma espécie de escaravelho da família Cerambycidae. O nome comum é capricórnio. 
Pode ser encontrada nos seguintes países: Alemanha, Argélia, Arménia, Áustria, Azerbaijão, Bielorrússia, Espanha, França, Geórgia, Hungria, Irão, Marrocos, Moldávia, Polónia, Reino Unido, República Checa, Suécia, Suíça, Tunísia, Turquia e Ucrânia. 